# جون ماك جلين
جون ماك جلين (بالإنجليزية: John McGlynn)‏ هو ممثل بريطاني، ولد في 8 سبتمبر 1953 باسكتلندا في المملكة المتحدة.

## أعمال

### أفلام
- (2006) الملكة[1]

## وصلات خارجية
- جون ماك جلين على موقع IMDb (الإنجليزية)
- جون ماك جلين على موقع ميوزك برينز (الإنجليزية)
- جون ماك جلين على موقع قاعدة بيانات الفيلم (الإنجليزية)